# 이브스 펠리티어

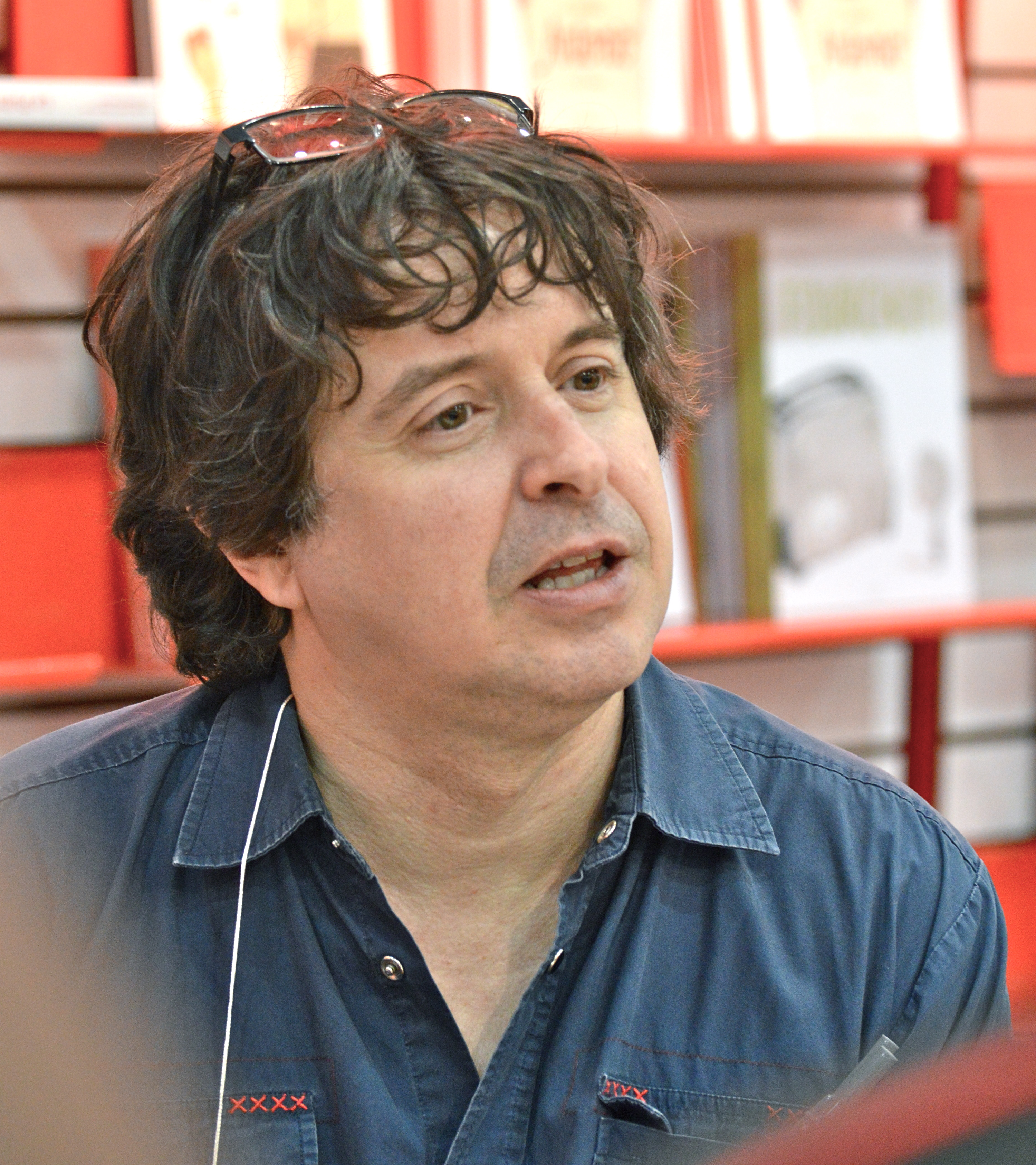

이브스 펠리티어(Yves Pelletier, 1961년 1월 15일 ~ )는 캐나다의 배우, 각본가이다.
라발에서 태어났다.

## 영화
- 카르미나 2 (2001년)
- 카르미나 (1996년)